# Jan Lenica
Jan Lenica (Poznań, 4 gennaio 1928 – Berlino, 5 ottobre 2001) è stato un animatore e illustratore polacco naturalizzato francese.
I suoi cortometraggi sono spesso cupi e surreali, e hanno vinto numerosi premi in importanti festival internazionali. Tra le opere più note ci sono "Dom" (realizzato con Walerian Borowczyk), "Nowy Janko Muzykant", "Labirynt" e il lungometraggio "Adam II".
È stato anche un rinomato artista di manifesti.
Era figlio del pittore Alfred Lenica.